# Frode Jørgensen
Frode Severin Jørgensen (11. januar 1903 i København – 4. november 1988 sammesteds) var en dansk stadsarkitekt.

## Uddannelse
Han var søn af købmand Sophus Jørgensen (død 1919) og hustru Johanne f. Hansen (død 1924), blev student fra Efterslægtselskabets Skole 1921, fik afgang fra Det tekniske Selskabs Bygningsskole 1925 og blev uddannet arkitekt på Kunstakademiets Arkitektskole 1925-29. Han var medarbejder hos arkitekt P.V. Jensen Klint og professor Kay Fisker og arbejdede i årene 1923-33 en del med teaterkunst, herunder aktivt med teater og filmdekoration. Jørgensen beskæftigede sig således 1925-26 med teaterdekoration og -teknik i Berlin hos Jessner, Max Reinhardt og Piscator, var på ophold på Bauhaus i Dessau 1927-28 og var senere i Paris.

## Karriere
Han blev ansat i Stadsarkitektens Direktorat under Københavns Kommune 1928. Frode Jørgensen blev afdelingsarkitekt 1951, vicestadsarkitekt 1967 og var stadsarkitekt 1969-73.
Som stadsarkitekt er han især kendt for forbilledlig grafik og design, og meget elegant gadeinventar blev formgivet i hans periode som stadsarkitekt, f.eks. affaldskurve, cykelstativer, kiosker, skilte. Ud over en række markante hospitalsopgaver var tilsynsopgaver som f.eks. Thorvaldsens Museum, noget der optog ham meget. 
Han var medlem af en række udvalg og kommissioner, bl.a. inden for Akademisk Arkitektforening (konkurrenceudvalg, udstillingsudvalg, byggeudstillingens administrationsudvalg m.v.), Landsforeningen Dansk Kunsthåndværk, Kunstnersamfundets arkitektjury, Charlottenborgs udstillingsudvalg samt endvidere i forbindelse med talrige opgaver under Københavns Kommune og staten. Han var medlem af bedømmelseskomiteer, bl.a. ved internordiske sygehuskonkurrencer. 
Jørgensen var medlem af Det Kongelige Teaters programredaktion 1948-66. Han modtog uddelinger til studierejser fra De Bielkeske Legater 1927, K.A. Larssens og Hustru L.M. Larssens født Thodbergs Legat 1933 og blev tildelt Knud V. Engelhardts Mindelegat 1940. Han modtog også flere gange Akademiets stipendier.
Jørgensen blev gift 7. oktober 1962 med Rigmor Margrethe Holmboe Valentin Jensen (4. marts 1910 i Nykøbing Falster – 27. juni 1987 i København), datter af købmand Valentin Jensen (død 1932) og hustru Beta f. Holmboe (død 1964). 

## Værker
- Lersø Park Hospital (1956-62, nu afdeling i Bispebjerg Hospital)
- Pavillon på Sct. Hans Hospital, Roskilde
- Tuberkulosestation, Ingerslevsgade, Vesterbro
- Fornyelse af pladser og torve
- Ændret gader til fodgængerstrøg
- Arbejder inden for skrift, grafik, industriel formgivning og gadeinventar